# Delphine Batho
Delphine Batho (født 23. marts 1973 i Paris) er en fransk politiker fra Parti Socialiste. 
Den 16. maj 2012 udnævntes hun til statssekræter for Justits i Regeringen Jean-Marc Ayrault og den 21. juni 2012 bliver hun Økologiminister.
| Efterfulgte: Nicole Bricq | Økologiminister 2012-2013 | Efterfulgtes af: ' |

Efterfølger: Philippe Martin (2013-2014)